# Ungarns fodboldforbund
Magyar Labdarúgó Szövetség (MLSZ) er Ungarns nationale fodboldforbund og dermed det øverste ledelsesorgan for fodbold i landet. Det administrerer de ungarske fodbolddivisioner og landsholdet og har hovedsæde i Budapest.
Forbundet blev grundlagt i 1901. Det blev medlem af FIFA i 1907 og medlem af UEFA i 1954.

## Ekstern henvisning
- MLSZ.hu

| Fodbold | Spire Denne artikel om en fodboldorganisation er en spire som bør udbygges. Du er velkommen til at hjælpe Wikipedia ved at udvide den. |